# Bisseuil
Bisseuil és un municipi francès, situat al departament del Marne i a la regió del Gran Est. L'any 2007 tenia 640 habitants.

## Demografia

### Població
El 2007 la població de fet de Bisseuil era de 640 persones. Hi havia 248 famílies, de les quals 46 eren unipersonals (17 homes vivint sols i 29 dones vivint soles), 91 parelles sense fills, 99 parelles amb fills i 12 famílies monoparentals amb fills.
La població ha evolucionat segons el següent gràfic:
Habitants censats

### Habitatges
El 2007 hi havia 277 habitatges, 251 eren l'habitatge principal de la família, 9 eren segones residències i 17 estaven desocupats. 261 eren cases i 15 eren apartaments. Dels 251 habitatges principals, 223 estaven ocupats pels seus propietaris, 23 estaven llogats i ocupats pels llogaters i 5 estaven cedits a títol gratuït; 7 tenien dues cambres, 28 en tenien tres, 55 en tenien quatre i 161 en tenien cinc o més. 214 habitatges disposaven pel capbaix d'una plaça de pàrquing. A 93 habitatges hi havia un automòbil i a 137 n'hi havia dos o més.

### Piràmide de població
La piràmide de població per edats i sexe el 2009 era:
| Homes | Edats   | Dones |
| ----- | ------- | ----- |
| 0     | 95 o +  | 0     |
| 0     | 90 a 94 | 4     |
| 4     | 85 a 89 | 4     |
| 0     | 80 a 84 | 4     |
| 0     | 75 a 79 | 8     |
| 12    | 70 a 74 | 16    |
| 8     | 65 a 69 | 16    |
| 12    | 60 a 64 | 20    |
| 20    | 55 a 59 | 8     |
| 28    | 50 a 54 | 32    |
| 28    | 45 a 49 | 32    |
| 36    | 40 a 44 | 24    |
| 32    | 35 a 39 | 12    |
| 4     | 30 a 34 | 24    |
| 40    | 25 a 29 | 8     |
| 12    | 20 a 24 | 24    |
| 20    | 15 a 19 | 12    |
| 20    | 10 a 14 | 32    |
| 16    | 5 a 9   | 12    |
| 8     | 0 a 4   | 16    |

## Economia
El 2007 la població en edat de treballar era de 449 persones, 326 eren actives i 123 eren inactives. De les 326 persones actives 311 estaven ocupades (165 homes i 146 dones) i 14 estaven aturades (12 homes i 2 dones). De les 123 persones inactives 50 estaven jubilades, 39 estaven estudiant i 34 estaven classificades com a «altres inactius».

### Ingressos
El 2009 a Bisseuil hi havia 259 unitats fiscals que integraven 646 persones, la mediana anual d'ingressos fiscals per persona era de 21.889 €.

### Activitats econòmiques
Dels 17 establiments que hi havia el 2007, 2 eren d'empreses alimentàries, 3 d'empreses de construcció, 6 d'empreses de comerç i reparació d'automòbils, 2 d'empreses de transport, 1 d'una empresa d'hostatgeria i restauració i 3 d'empreses classificades com a «altres activitats de serveis».
Dels 7 establiments de servei als particulars que hi havia el 2009, 1 era un taller de reparació d'automòbils i de material agrícola, 1 fusteria, 2 lampisteries i 3 perruqueries.
L'únic establiment comercial que hi havia el 2009 era una fleca.
L'any 2000 a Bisseuil hi havia 27 explotacions agrícoles que ocupaven un total de 544 hectàrees.

## Equipaments sanitaris i escolars
El 2009 hi havia una escola elemental.

## Poblacions més properes
El següent diagrama mostra les poblacions més properes.